# Резерват Бенгангај
Резерват Бенгангај (енгл. Bengangai Game Reserve) је заштићено природно подручје у Јужном Судану у вилајету Западна Екваторија, јужно од града Тумбуре. Захвата повшину од око 170 км² и основан је 1939. године. Обухвата тропске шуме са значајним стаништем птица, слонова и шимпанза.